# Diodon hystrix
Poisson porc-épic, Diodon commun, Porc-épic boubou
Espèce
Diodon hystrix ou Poisson porc-épic est une espèce de poissons marins, démersale de la famille des Diodontidae.

## Description
Le Poisson porc-épic est un poisson de taille moyenne pouvant atteindre 91 cm de long, mais la taille moyenne couramment observée est de 40 cm . Son poids maximum est de 2,8 kg.
Son corps est allongé avec une tête globuleuse munie de grands yeux proéminents avec une bouche assez large rarement close lui donnant un air d'« extraterrestre ».
Les nageoires pectorales sont larges, les pelviennes sont absentes et les nageoires anales et dorsales sont en position reculée sur le corps. Ces deux dernières sont mues simultanément durant la nage. 
La peau est lisse et ferme, ses écailles étant modifiées en épines. 
La livrée est beige à jaune sable marbrée de taches sombres et ponctuée d'une multitude de petits points noirs.

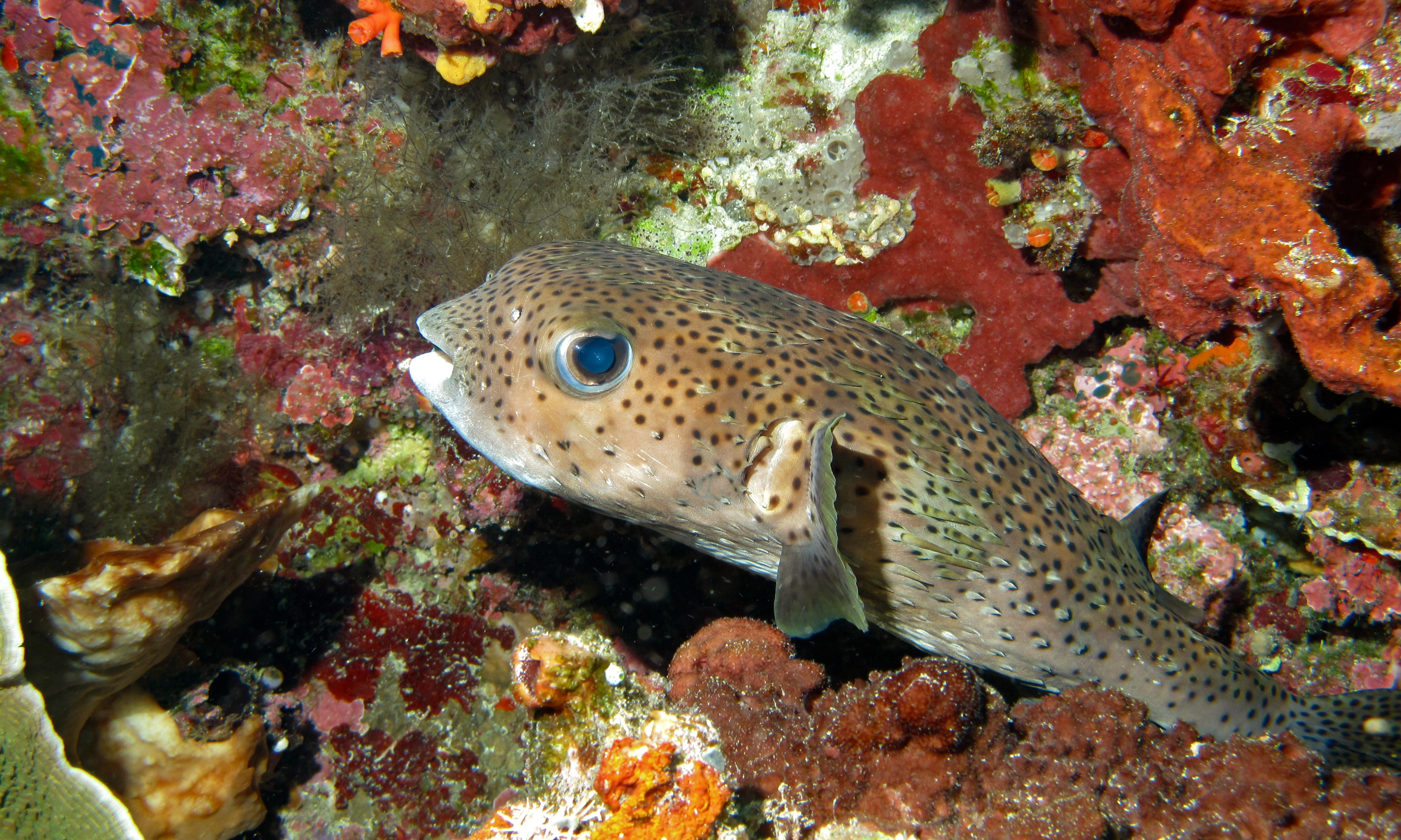
Diodon hystrix (Sulawesi, Indonésie).
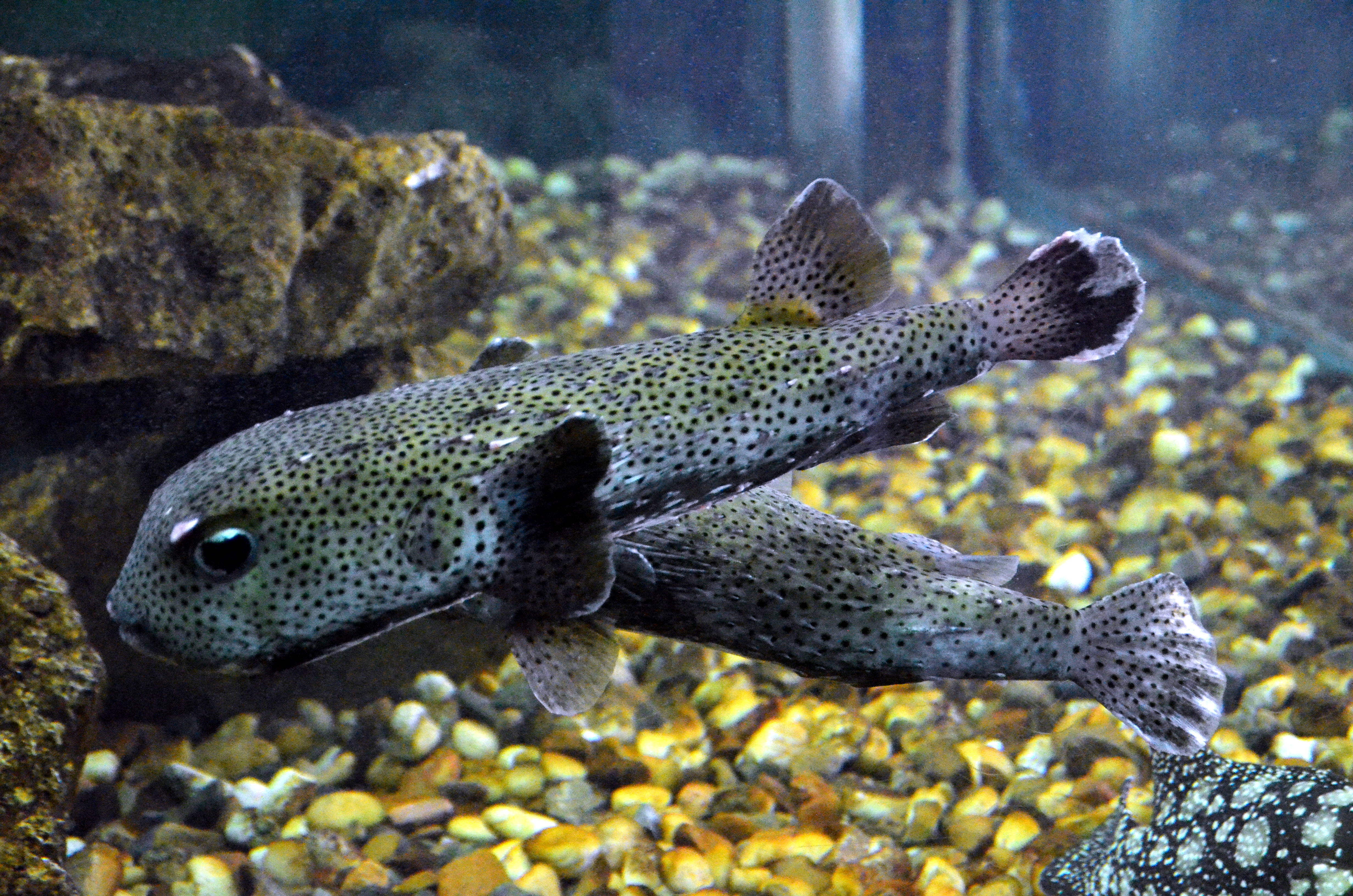
(Aquarium El Gouna, Égypte).
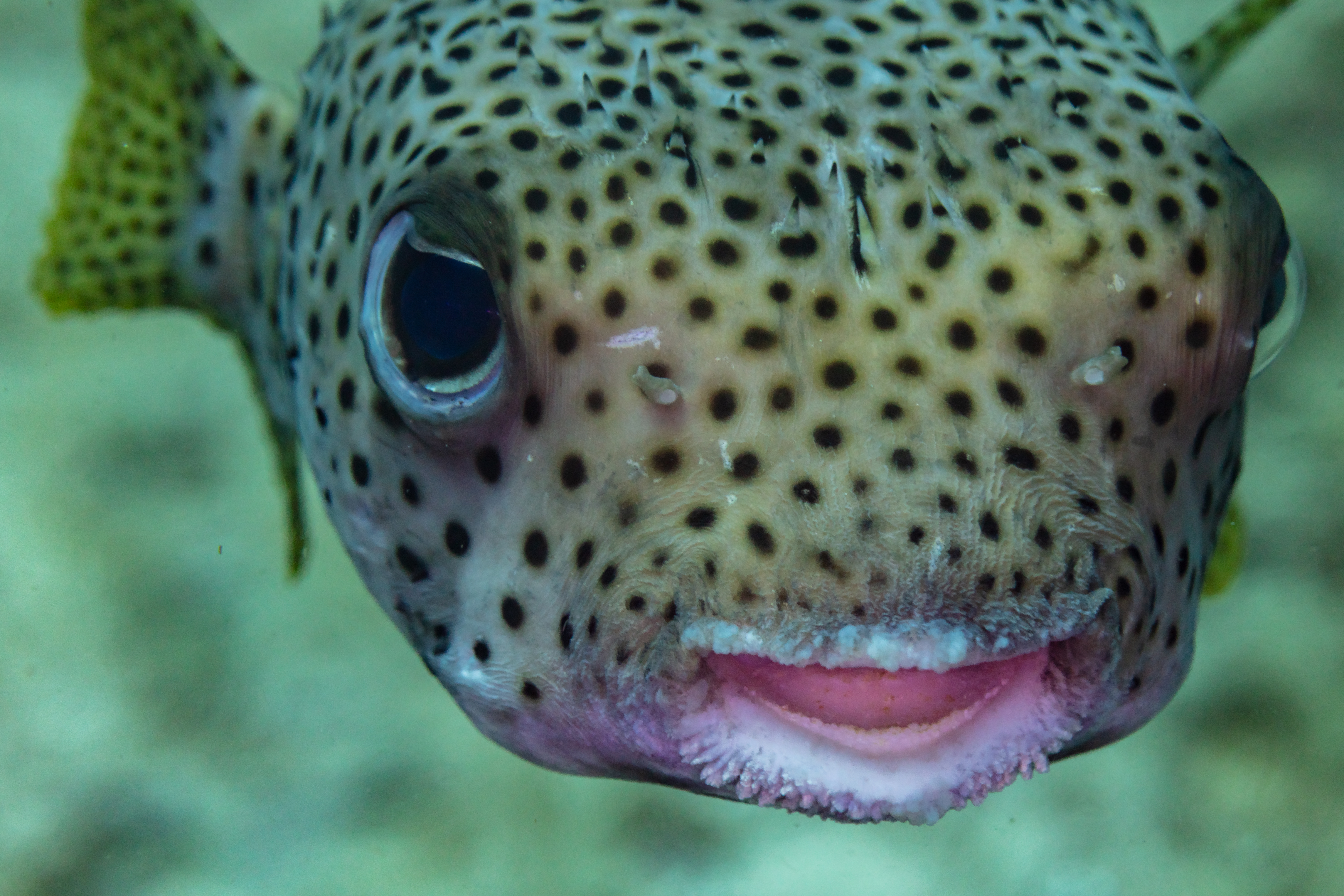
(Daymaniyat, Oman).
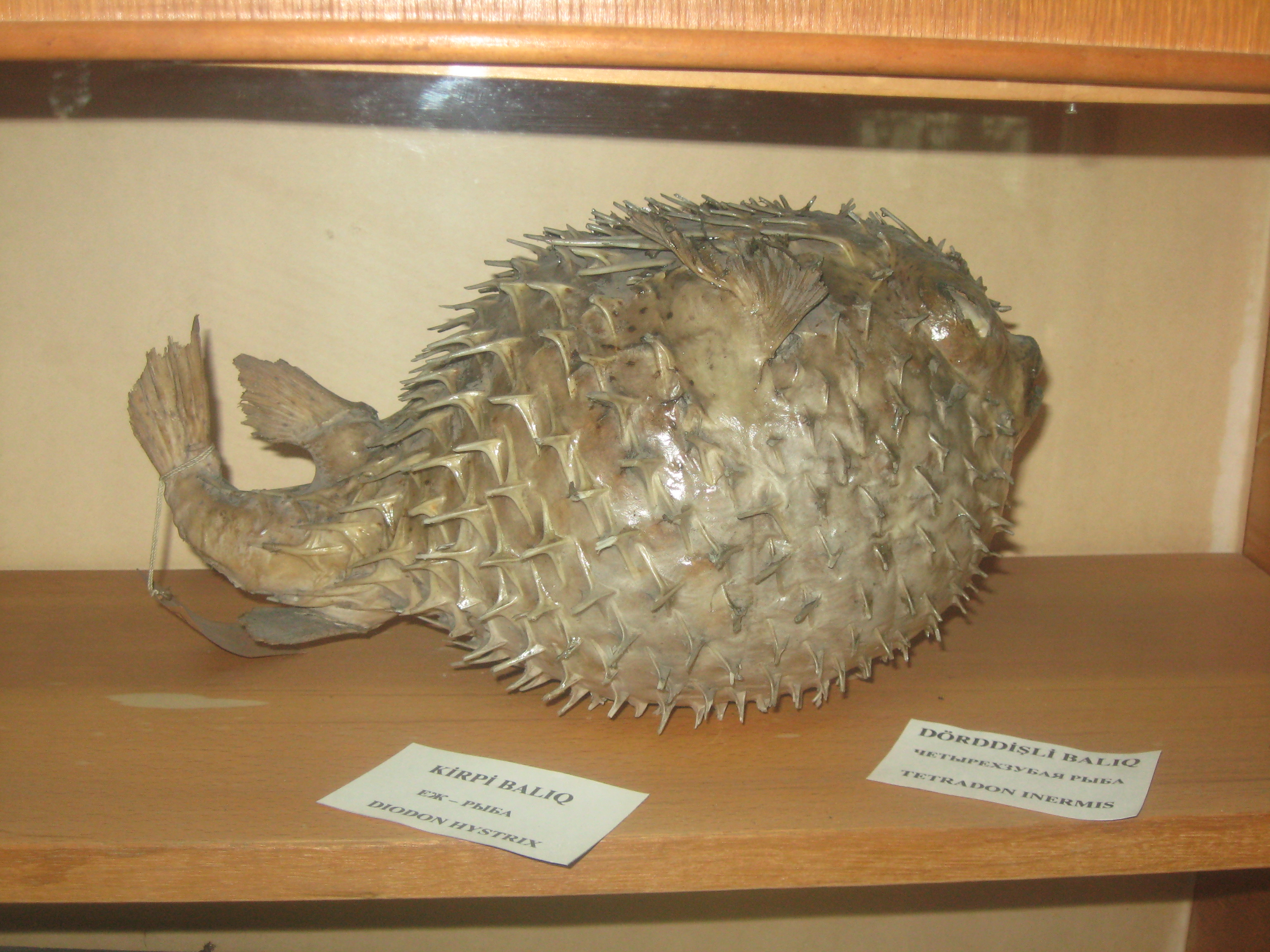
Spécimen naturalisé, gonflé (Museum d'histoire naturelle, Baku, Azerbaijan).

Il possède la capacité en cas de danger de se gonfler en avalant de l'eau, ce qui a pour résultat de le faire paraître plus impressionnant à son agresseur, en raison de son volume et de ses épines dressées.
Autre particularité de l'animal, il concentre dans certaines parties de son corps comme le foie, la peau, les gonades et les viscères un poison mortel, la tétrodotoxine, qui est une puissante neurotoxine. Ce système défensif lâché dans l'eau constitue un dispositif supplémentaire pour dissuader les prédateurs potentiels.
Sa longévité est de dix années.

## Distribution & habitat
Le poisson porc-épic a une distribution circumtropicale, il fréquente les eaux tropicales et subtropicales de l'océan Indien, de l'océan Pacifique et de l'océan Atlantique, mer Méditerranée incluse.
Il apprécie les lagons, les platiers et abords de récifs coralliens et rocheux ainsi que les herbiers entre la surface et 50 m de profondeur. Les adultes sont récifaux. Les jeunes, jusqu'à 20 cm de long, sont pélagiques.

## Alimentation
Le régime alimentaire de ce poisson porc-épic est basé sur la consommation de crustacés, d'échinodermes, de mollusques bivalves et gastéropodes.

## Comportement
Il est solitaire, possède une activité nocturne et chasse la nuit, son pic d'activité est atteint au crépuscule et à l'aube. La journée, il se repose à l'abri dans des anfractuosités et autres cavités du récifs.